# Fucellia separata
Fucellia separata är en tvåvingeart som beskrevs av Stein 1910. Fucellia separata ingår i släktet Fucellia och familjen blomsterflugor. Inga underarter finns listade i Catalogue of Life.